# Мавруд

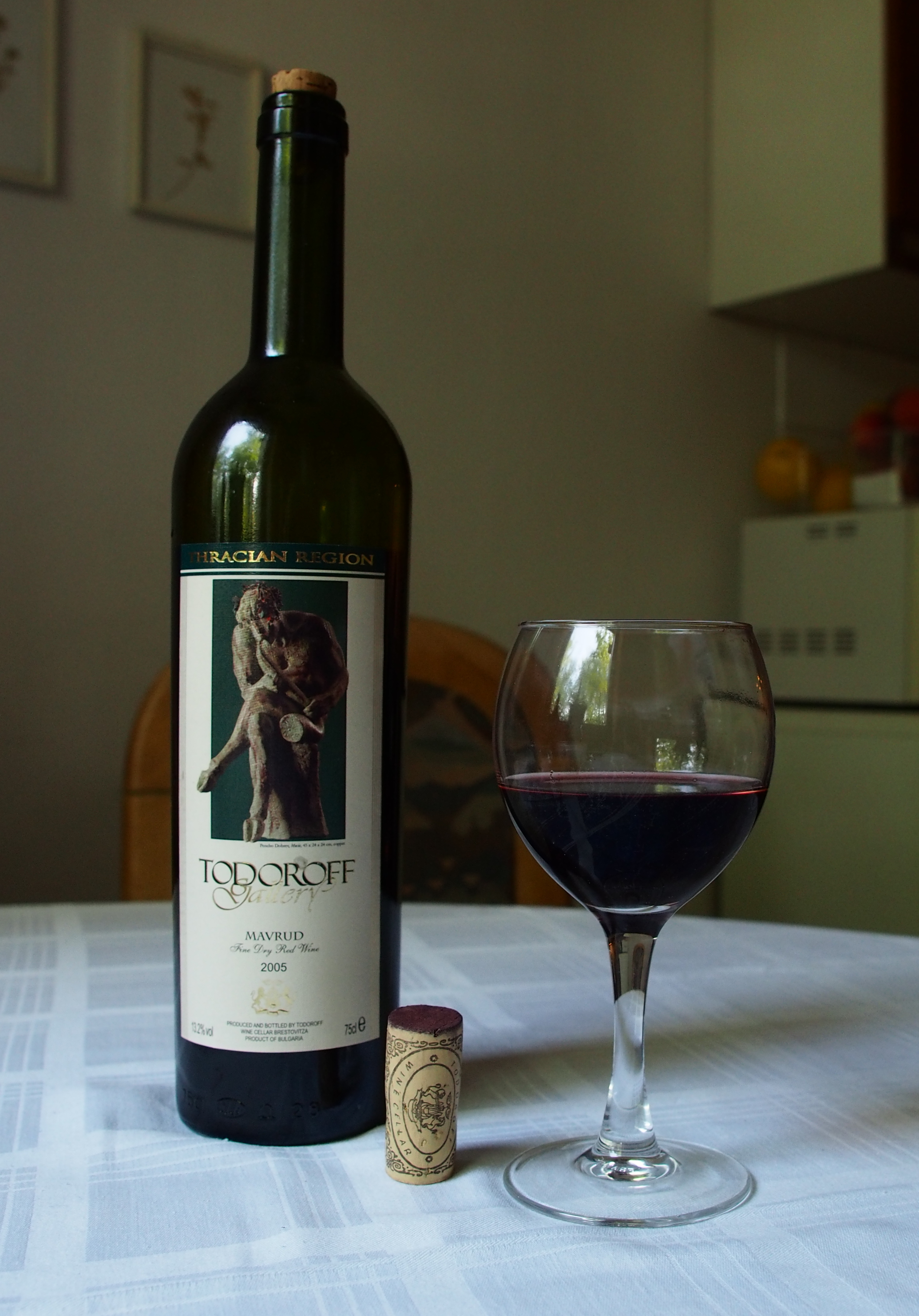
Мавруд из района Брестовицы

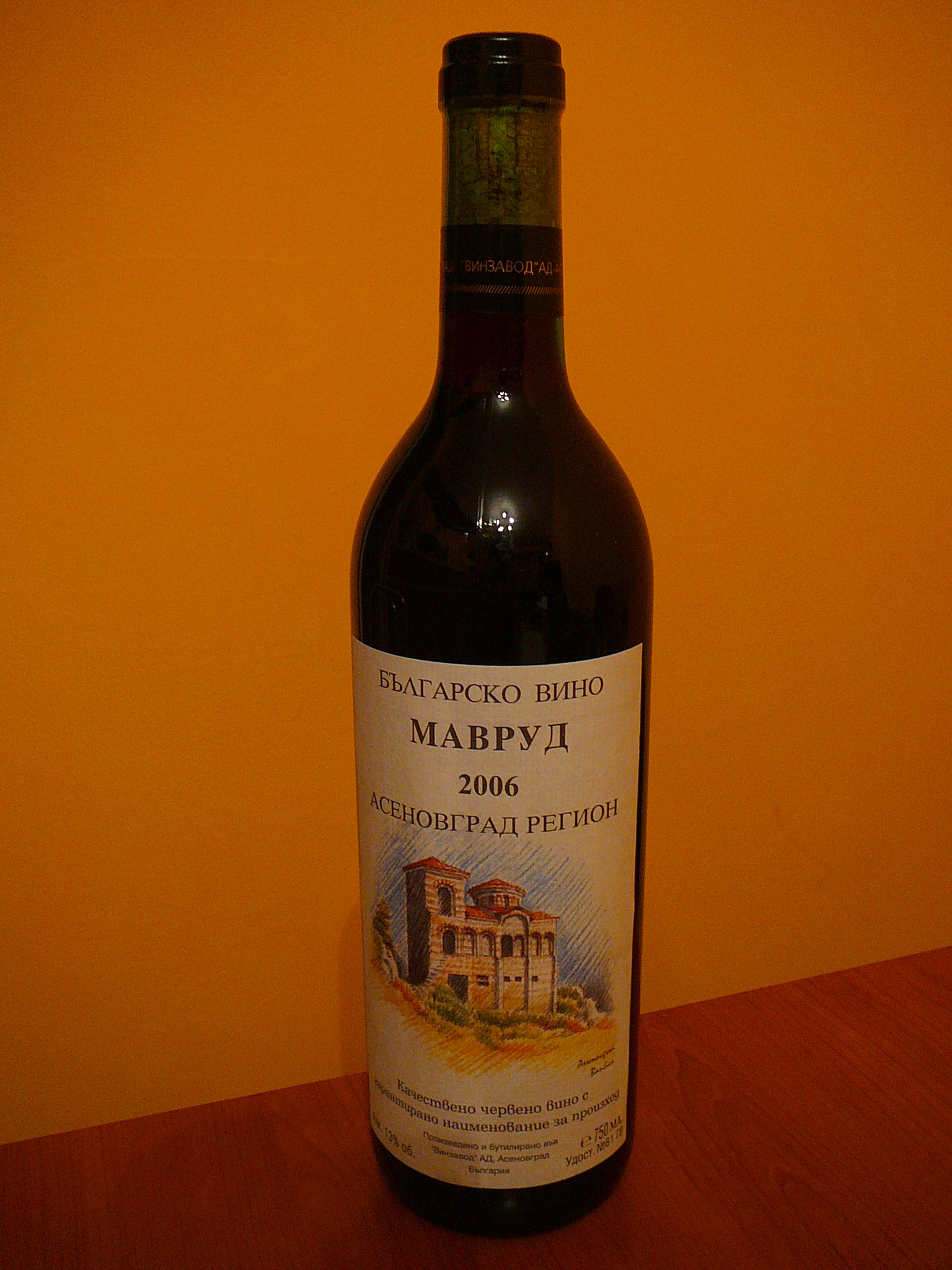
Асеновградский мавруд

Мавруд — традиционный болгарский технический (винный) сорт красного винограда позднего периода созревания. Является одним из старейших и считается одним из наиболее ценных местных сортов. Изготовленное из этого винограда красное вино также называется Мавруд.

## Легенды и исторические сведения
Данный сорт винограда известен с древности.
Существует такая легенда. Одной из причин падения Аварского каганата было пьянство. По этой причине хан Крум приказал вырубить виноградники в Болгарии. По легенде некоторое время после этого на столицу Плиска стал нападать огромный лев, который сильно пугал людей. Никто не мог его убить, и лев превратился в проблему. Некий воин Мавруд тем временем вернулся в Болгарию, не зная о «сухом» законе болгарского хана. Услышав о льве, притеснявшем жителей, долго не раздумывая, отправился один в поисках зверя, чтобы убить его. Найдя льва, в короткой схватке бесстрашный юноша убил зверя. Молва о подвиге Мавруда быстро охватила население. Скоро слух достиг ушей хана Крума. Он был крайне удивлён силой и храбростью Мавруда, который в одиночку сделал то, что не смогли множество других болгарских воинов. Крум приказал позвать Мавруда во дворец и стал спрашивать, откуда у него такая сила и храбрость. Бесстрашный Мавруд честно ответил, что до поединка выпил чашу вина, которого дала ему его мать и что в вине источник его сил. Она втайне выращивала виноградные лозы, ослушиваясь закона хана Крума. Хан Крум был поражён ответом храброго Мавруда. Он щедро наградил юношу и приказал восстановить виноградники в Болгарии. В честь этого бесстрашного воина и был назван сорт.

## Описание
Для получения винограда высокого качества необходимы: высокие температуры в течение вегетационного периода, аллювиальные почвы с хорошим увлажнением.
Виноград для изготовления вина собирается во второй половине октября. Пригоден для производства десертных вин и шампанского, но используется главным образом для производства столовых вин. Виноградные кусты среднерослые. Листья крупные, глубокорассеченные, пятилопастные, снизу с густым щетинистым опушением. Черешковая выемка широко открытая, с плоским округлым дном или узкая, с округлым дном. Цветок обоеполый. Грозди крупные, крылатые, сильно расширенные у основания, среднеплотные, иногда рыхлые. Ягоды мелкие, почти округлые, синевато-черные. Кожица толстая. Мякоть сочная. Вызревание побегов хорошее. Урожайность данного сорта винограда — высокая.
Содержание сахара в созревших плодах — 17—22 %, а кислотность — 6,5—10 г/л.
Виноград Мавруд выращивается в Болгарии районе Асеновграда, в небольших объемах в районе городов Чирпана, Пазарджика, Стара-Загоры, Перуштицы, а также в ряде районов черноморского побережья (Поморие, Бургас). Данный сорт винограда известен также в Греции, Албании и Румынии.
Известны разновидности сорта винограда Мавруд в Болгарии: Варненский, Кукленский, Асеновградский, Никопольский, а также клоны сорта, полученные в результате селекции («Мавруд клон 1», «Мавруд клон 2»). Клоны отличаются от базового сорта рядом полезных свойств. Например, «Мавруд клон 2» созревает раньше, сила роста выше, а урожайность в среднем на 7 % выше, чем у сорта Мавруд.

## Вино
Молодые вина сравнительно грубые, но вкус сильно улучшается после 2—3 лет выдержки в бочке. Вина из винограда сорта Мавруд содержат достаточный запас танинов и кислот, и специфический очень приятный аромат, в котором можно уловить запах шелковицы и зрелой черники.
Лучшие вина сорта «Мавруд» получают сильный комплексный аромат и хроматический вкус[неизвестный термин] в контакте с дубовой древесиной. Асеновградский (станимашский) мавруд характеризуется рубиновым цветом и мягким вкусом.
Из этого же сорта винограда приготавливают известные вина: полусухое столовое — Монастырско шушукане и десертное — Станимашка (Асеновградска) малага.